# 马尔齐亚·谢尔贝里
马尔齐亚·謝爾貝里（義大利語：Marzia Kjellberg；1992年10月21日—），婚前姓比索琳（Bisognin，義大利語：['bizoˈɲin]），較廣為人知的是化名Marzia （前称CutiePieMarzia），意大利籍網路名人、時裝設計師及作家。Marzia以她現在不活躍的YouTube頻道上的影片而聞名。

## YouTube
「Marzia」是YouTube上最有名的美容化妝頻道之一，頻道每個月平均有16萬的新訂閱者，除此之外，「Marzia」也是擁有最多訂閱者的意大利人頻道。「Marzia」在2014年多了超過220萬的訂閱者，是意大利人頻道之冠。比索宁稱她的粉絲為「Marzipans」。
2018年10月22日，比索宁宣佈退出YouTube，在她发布的最后一个影片中她提到退出YouTube是因为她想尝试一些新事物。
截至2018年12月，Marzia已經有超過750萬名訂閱者與超過1300万觀看次數。

### 頻道形式
「Marzia」的影片題材多為時尚、美容、DIY、VLOG和遊戲，且觀看人群多為13-24歲的女性。雖然她是意大利人，但她在影片中大多說英語，以吸引來自世界各地的觀眾觀看。

## 其他
「Marzia」的成功使比索宁踏上時裝設計師之路。2014年，她設計了「Project Shoe」的其中一款鞋「雛菊」（Daisy）。
除了在自己的頻道創作影片外，比索宁也曾為一些網路動畫配音。例如《Oscar's Hotel for Fantastical Creatures》的卡麗（Carrie）和《Pugatory》中基於她的狗瑪雅（Maya）設計的角色。
2015年7月，比索宁所作的恐怖小說《夢之家》（La Casa Dei Sogni）出版，同時她也計劃於2016年發行一本科幻小說。

## 商業合作
比索宁和她自2011年開始交往的菲利克斯·謝爾貝里（PewDiePie）在YouTube上都有相當規模的訂閱數，導致他們有許多的廣告。2014年，比索宁和謝爾貝里2人獲電影《忐忑》的製作團隊邀請到巴黎地下墓穴為他們製作「地下尋寶」形式的宣傳影片。
2014年10月，ABC邀請比索宁為其新劇集《自拍》宣傳。
PewDiePie也常和比索宁拍一些主題、合作影片，如結婚典禮後PewDiePie就邀比索宁一起來玩、拍Minecraft系列的影片。

## 個人生活
比索宁在1992年10月21日出生於意大利維琴察省阿尔齐尼亚诺，有一個名叫達維德（Davide）的哥哥。
比索宁被好友戴佐（Daizo）推荐看PewDiePie（菲利克斯·謝爾伯格）的影片，希望她看“這個白痴玩電子遊戲”，她透過電子郵件告诉PewDiePie，她覺得影片很搞笑，之後她於2011年開始与謝爾貝里（PewDiePie）約會。比索宁於10月份搬家到瑞典，和謝爾貝里一起住。後來，在定居英國之前，他們先搬回了比索宁的家鄉維琴察。他們抚养了2隻哈巴狗，名叫埃德加（Edgar）和瑪雅（Maya）。比索宁與謝爾貝里的關係已經在各个媒体上凸现，《環球郵報》寫道比索宁的性格「沉穩的平衡了謝爾貝里的古怪。」
2018年4月27日，比索宁宣布謝爾貝里已向她求婚，並已於2019年8月19日正式結為連理。
2022年，比索宁和謝爾貝里搬到了日本。 2023年2月5日，這對夫婦宣布他們將迎來第一個孩子。
2023年7月11日，兒子Björn出生。

## 外部連結
- YouTube上的马尔齐亚·谢尔贝里頻道
- 马尔齐亚·谢尔贝里在互联网电影资料库（IMDb）上的資料（英文）